# Джаркурган
Джаркурган (узб. Jarqoʻrgʻon / Жарқўрғон) — город на юге Сурхандарьинской области Узбекистана, административный центр Джаркурганского района, располагается на Сурхан-Шерабадской равнине, на правом берегу реки Сурхандарья.

## История
Джаркурган — древний город. Расположенный на одном из торговых трактов Центральной Азии, он известен с раннего средневековья. Название города Джаркурган происходит от названия крепости, расположенной на краю скалы. О крепости Джаркурган остались частые упоминания в арабо-персидской географической литературе VIII—XII веков. В наше время от крепости, сохранились только руины ее стен.
В разные исторические периоды город был частью империи Газневидов, турок-сельджуков, Хорезмшахов (в то время Джаркурган (Чарманган) был вторым по статусу после Термеза), пережил монгольское вторжение, и неизменно процветал благодаря выгодному географическому расположению. Джаркурган издавна был важным экономическим центром. С конца XIX века в составе среднеазиатских губерний России, а позже — Узбекской ССР. Одним из сохранившихся памятников старины Джаркургана является минарет на южной окраине города.
Статус города — с 1973 года (с 1951 года Джаркурган имел статус посёлок городского типа).

## География
Город расположен на правом берегу реки Сурхан, на высоте 350 метров. Его окружают города: с юго-востока — Термез, с северо-запада — Кумкурган, с юго-запада — Ангор. По городу протекает оросительный канал Занг.
Город расположен недалеко от государственной границы, в соседях Афганистан, Таджикистан.
К городам, которые находятся на ближайшем расстоянии от Джаркургана относятся: Сарых (23 км), Ангор (24 км), Учкызыл (25 км), Термез (29 км), Кумкурган (38 км), Бандихон (38 км), Шерабад (39 км), Халкабад (43 км), Шурчи (64 км), Шаартуз (69 км, Таджикистан), Карлук (78 км), Байсун (79 км), Денау (94 км), Мазари-Шариф (95 км, Афганистан), Балх (97 км, Афганистан), Узун (107 км), Сариасия (110 км), Шаргунь (116 км), Карашина (117 км), Турсунзаде (131 км, Таджикистан).

## Транспорт
В городе расположена одноимённая железнодорожная станция (на линии Термез — Кумкурган).

## Промышленность
В Джаркургане размещены предприятия лёгкой промышленности (например, текстильная фабрика «Сурхан текстил»). К главным промышленным предприятиям города можно отнести хлопкоочистительный завод, заводы строительных материалов, горнодобывающее управление «Жаркоргон-нефть», мастерские по ремонту нефтедобывающих машин, автотранспортное предприятие, склады топлива, склады для приема сельскохозяйственной продукции. Сельхозпродукция района экспортируется во многие страны мира.
В городе имеется несколько небольших заводов: по переработке нефти (СП ООО «Жаркурганнефтепереработка»), переработка пшеницы («Алпомиш») и т. д.
В городе развита пищевая промышленность, которая представлена масложировым заводом и мельничным комбинатом.

## Учреждения
В Джаркургане действуют административные, торговые и культурные учреждения, больница, поликлиника, общеобразовательные школы, народный театр, библиотека, отделение связи, стадион, парк отдыха и культуры.

## Климат
Климат города Джаркургана характеризуется как сухой с переходом к пустынному. В январе средняя температура воздуха составляет около 3°С, а в июле воздух прогревается в среднем до 30°С.

## Население
В городе в основном живут узбеки, а также корейцы, татары, русские, евреи и т. д.
В годы гражданской войны в Таджикистане многие коренные узбеки переехали на территорию Джаркургана, и город начал развиваться в сельскохозяйственной сфере.
| 1959 | 1970   | 1979   | 1989   | 2005   |
| ---- | ------ | ------ | ------ | ------ |
| 7049 | 11 558 | 13 989 | 17 687 | 20 900 |

Город занимает 73 место по численности населения в республике Узбекистан и 4 место в Сурхандарьинской области.

## Достопримечательности
Главной исторической и архитектурной достопримечательностью Джаркургана можно назвать минарет, возведенный в начале XII века. Расположен минарет в 7 км от города и представляет собой сохранившуюся часть древней соборной мечети. Также недалеко от Джаркургана найдены древнейшее городище с могильниками, предметами быта и ремесленными изделиями.

## Известные люди
Эльдор Шомуродов